# Попёлы (Куявско-Поморское воеводство)
Попёлы — заброшенная деревня в гмине Велька-Нешавка Торуньского повета Куявско-Поморского воеводства в центральной части севера Польши. Населенный пункт располагался к югу от Торуньского артиллерийского полигона.

## История
Во время нападения гитлеровской Германии на Польшу в 1939 году здесь дислоцировалась 43-я эскадрилья Польши.
До 1954 года деревня была центром одноимённой гмины. С 1975 по 1998 год административно входила в состав Торуньского воеводства.

## Население
В 1930 году в деревне проживало 220 человек.